# Hereford Football Club
L'Hereford Football Club è una società inglese di calcio professionistico con sede nella città di Hereford. Fondata nel 1924 come Hereford United Football Club, milita oggi nella National League North. L'Hereford ha giocato sempre nello stadio Edgar Street. I giocatori della squadra sono soprannominati 'The Whites' o 'The Lilywhites', a causa della loro divisa prevalentemente bianca, o 'The Bulls' per via della razza bovina locale.

## Storia
L'Hereford si porta alla ribalta nazionale nel 1972 quando batte il Newcastle United in Coppa d'Inghilterra e in seguito con il raggiungimento della Seconda Divisione nel 1976. Dopo una immediata retrocessione scesero fino alla Quarta Divisione, dove trascorsero diciannove stagioni consecutive. Nel corso di questi anni il club raggiunge inoltre per tre volte la finale di Coppa del Galles (nelle stagioni 1967-1968, 1975-1976 e 1980-1981), perdendola in ognuna delle tre circostanze.
Graham Turner ha acquistato la quota di maggioranza del club nel 1998, salvandolo così dalla probabile estinzione e, dopo altre nove stagioni in Conference, l'Hereford United tornò nella Football League vincendo la finale play-off nel 2006.
Turner ha acquistato solo due giocatori tra il 1997 e il 2008 per una spesa totale di £ 40.000. Alla fine della stagione 2007-08 la squadra fu promossa in League One, dopo il terzo posto conseguito in League 2, per la prima volta dalla stagione 1978-1979, ma dopo una stagione spesa interamente nei bassifondi della classifica furono immediatamente relegati al quarto livello del calcio inglese, il 18 aprile 2009. Turner si è successivamente dimesso dalla carica di presidente, venendo sostituito da John Trewick. Tuttavia, Trewick non durò una stagione completa dopo una campagna elettorale deludente ed è stato respinto in data 8 marzo 2010; e Turner, ancora una volta ha assunto compiti prima squadra a titolo temporaneo.
David Keyte è stato annunciato come il presidente del nuovo club, il 4 giugno 2010 con Tim Russon come nuovo vicepresidente. Hanno nominato Simon Davey come responsabile del 22 giugno 2010. Davey è stato licenziato in data 4 ottobre 2010, dopo un campionato deludente. Gli successe il fisioterapista Jamie Pitman, che ha curato la gestione ad interim fino a quando è stato nominato direttore a tempo pieno fino alla fine della stagione 2010-11. Dal 2011-2012 la guida della squadra è affidata a Gary Peters, che ha il compito di riportare alto il nome dei "Bulls".
Nel 2014 il club viene rifondato con il nome di Hereford FC. Nella stagione 2015-2016 il club raggiunge (e perde) la finale di FA Vase, mentre nella stagione 2020-2021 raggiunge (perdendo anche questa) la finale di FA Trophy.

## Allenatori
- Eric Keen (1939-1940)
- Alex Massie (1951-1952)
- Joe Wade (1958-1962)
- Ray Daniel (1962-1963)
- John Charles (1966-1971)
- Colin Addison (1971-1974)
- John Sillett (1974-1978)
- Mike Bailey (1978-1979)
- Tommy Hughes (1982-1983)
- Johnny Newman (1983-1987)
- Ian Bowyer (1987-1990)
- Colin Addison (1990-1991)
- John Sillett (1991-1992)
- John Layton (1994-1995)
- Graham Turner (1995-2009)
- Graham Turner (2010)
- Peter Beadle (2015-2018)

## Palmarès

### Competizioni nazionali
- Third Division: 1

1975-1976
- Coppa del Galles: 1

1989-1990
- Southern Football League: 2

1958-1959, 2017-2018

### Competizioni regionali
- Worcestershire Senior Cup: 3

1952-1953, 1954-1955, 1963-1964
- Midland Football League: 1

2015-2016
- Herefordshire County Cup: 3

2015-2016, 2016-2017, 2017-2018

### Altri piazzamenti
- Campionato inglese di quarta divisione:

Secondo posto: 1972-1973
- National League:

Secondo posto: 2003-2004, 2004-2005, 2005-2006
- Southern Football League:

Secondo posto: 1945-1946, 1950-1951
- Birmingham Senior Cup:

Finalista: 1950-1951